# Asplenium lingelsheimii
Asplenium lingelsheimii là một loài dương xỉ trong họ Aspleniaceae. Loài này được Seymann mô tả khoa học đầu tiên năm 1910.
Danh pháp khoa học của loài này chưa được làm sáng tỏ. 